# Delta Tucanae
Delta Tucanae (δ Tuc, förkortat Delta Tuc, δ Tuc) som är stjärnans Bayerbeteckning, är en dubbelstjärna belägen i den västra delen av stjärnbilden Tukanen. Den har en kombinerad skenbar magnitud på 4,48 och är synlig för blotta ögat där ljusföroreningar ej förekommer. Baserat på parallaxmätning inom Hipparcosuppdraget på ca 13,0 mas, beräknas den befinna sig på ett avstånd på ca 250 ljusår (ca 77 parsek) från solen.

## Egenskaper
Primärstjärnan Delta Tucanae A är en blå till vit stjärna i huvudserien av spektralklass B9 Vn där "n"-suffixet anger "nebulösa" absorptionslinjer på grund av stjärnans rotation. Den har en massa som är ca 3 gånger större än solens massa, en radie som är ca 2,7 gånger större än solens och utsänder från dess fotosfär ca 100 gånger mera energi än solen vid en effektiv temperatur av ca 11 300 K. Den roterar snabbt med en projicerad rotationshastighet av 224 km/s, vilket ger stjärnan en något tillplattad form med en ekvatorialradie som uppskattas vara 12 procent större än polarradien.
Följeslagaren Delta Tucanae B, med skenbar magnitud 8,85, är en stjärna i huvudserien av spektralklass G0 V Fe-2 där suffixet anger ett underskott av järn i stjärnans fotonfärg. År 2013 hade de två komponenterna en vinkelseparation på 7,0 bågsekunder vid en positionsvinkel på 282°.